# 豊田市立高橋中学校
豊田市立高橋中学校（とよたしりつ たかはしちゅうがっこう）は、愛知県豊田市高橋町四丁目にある公立中学校。通称は「高中」。なお豊田市内にはもう一つ通称「高中」と呼ばれる中学校が存在する（豊田市立高岡中学校。ちなみに創立当初はそれぞれ西加茂郡高橋村・碧海郡高岡村に属していた）。

## 通学区域
以下の小学校区。
- 豊田市立市木小学校
- 豊田市立寺部小学校
- 豊田市立東山小学校
- 豊田市立平井小学校
- 豊田市立矢並小学校

## 周辺
- 愛知県道340号細川豊田線
- 愛知県道343号則定豊田線
- 平成記念橋
- 豊田高橋郵便局
- 豊田市立高橋幼稚園